# John Huston Ricard
John Huston Ricard SSJ  (* 29. Februar 1940 in Baton Rouge, Louisiana) ist Altbischof von Pensacola-Tallahassee.

## Leben
John Huston Ricard trat der Ordensgemeinschaft der St.-Joseph-Gesellschaft vom Hl. Herzen bei und empfing am 25. Mai 1968 die Priesterweihe.
Papst Johannes Paul II. ernannte ihn am 25. Mai 1984 zum Weihbischof in Baltimore und Titularbischof von Rucuma. Die Bischofsweihe spendete ihm der Erzbischof von Baltimore, William Donald Borders, am 2. Juli desselben Jahres; Mitkonsekratoren waren die Thomas Austin Murphy, Weihbischof in Baltimore, und Eugene Antonio Marino SSJ, Weihbischof in Washington.
Am 20. Januar 1997 wurde er zum Bischof von Pensacola-Tallahassee ernannt. Von seinem Amt trat er am 11. März 2011 zurück.